# Jeff Schroeder
Jeffrey Kim "Jeff" Schroeder, född 4 februari 1974 i Silver Lake, Los Angeles, Kalifornien, är en amerikansk gitarrist.
Schroeder rekryterades som gitarrist och bakgrundssångare till rockgruppen The Smashing Pumpkins av frontmannen Billy Corgan under turnén för deras sjunde album Zeitgeist (2007). Han syns i musikvideorna till låtarna "Tarantula", "That's the Way (My Love Is)" och "G.L.O.W.".
Han har även spelat i grupperna The Lassie Foundation och The Violet Burning.

## Diskografi
Med The Smashing Pumpkins
- 2008: American Gothic (EP) (UK Tour Edition)
- 2011: Teargarden by Kaleidyscope (vol. 3)
- 2012: Oceania
- 2014: Monuments to an Elegy
- 2018: Shiny and Oh So Bright, Vol. 1 / LP: No Past. No Future. No Sun.